# Groupe de NGC 5485
Le groupe de NGC 5485 comprend au moins huit galaxies situées dans la constellation de la Grande Ourse . La distance moyenne entre ce groupe et la Voie lactée est d'environ 28,8 Mpc (∼93,9 millions d'al). 

## Membres
Le tableau ci-dessous liste les huit galaxies du groupe indiquées dans l'article de A.M. Garcia paru en 1993.
Abraham Mahtessian mentionne également ce groupe, mais les galaxies NGC 5486, MCG 9-23-39 et UGC 9071 n'en font pas partie. 
| Nom         | Classification | Type                 | α (J2000.0)   | δ (J2000.0) | Vitesse radiale (km/s) | Magnitude apparente  | Distance (Mpc) | Diamètre (kal) |
| ----------- | -------------- | -------------------- | ------------- | ----------- | ---------------------- | -------------------- | -------------- | -------------- |
| NGC 5422    | S0             | Lenticulaire         | 14h 00m 42.0s | 55° 09′ 52″ | 1838 ± 5               | 11,9                 | 28,9 ± 2,0     | 101            |
| NGC 5443    | SB(s)b?        | Spirale barrée       | 14h 02m 11.8s | 55° 48′ 50″ | 1795 ± 2               | 12,3                 | 28,2 ± 2,0     | 98             |
| NGC 5473    | SAB0^-(s)?     | Lenticulaire         | 14h 04m 43.2s | 54° 53′ 33″ | 2022 ± 5               | 11,5                 | 31,6 ± 2,2     | 60             |
| NGC 5475    | Sa             | Spirale              | 14h 05m 12.4s | 55° 44′ 31″ | 1647 ± 1               | 12,6                 | 26,0 ± 1,8     | 64             |
| NGC 5485    | SA0 pec        | Lenticulaire         | 14h 07m 11.3s | 55° 00′ 06″ | 1904 ± 2               | 11,4                 | 29,8 ± 2,1     | 76             |
| NGC 5486    | SA(s)m?        | Spirale magellanique | 14h 07m 24.9s | 55° 06′ 11″ | 1368 ± 5               | 13,2                 | 21,9 ± 1,5     | 57             |
| MCG 9-23-39 | S0/a           | Lenticulaire         | 14h 07m 39.3s | 54° 47′ 41″ | 2316 ± 2               | 13,312 ± 0,009 asinh | 35,9 ± 2,5     | 45             |
| UGC 9071    | Scd            | Spirale              | 14h 10m 03.1s | 54° 13′ 06″ | 1822 ± 3               | 14,4                 | 28,6 ± 2,0     | 67             |

Le site DeepskyLog permet de trouver aisément les constellations des galaxies mentionnées dans ce tableau ou si elles ne s'y trouvent pas, l'outil du site constellation permet de le faire à l'aide des coordonnées de la galaxie. Sauf indication contraire, les données proviennent du site NASA/IPAC.